# كي. تي. ستيفنز
كي. تي. ستيفنز (بالإنجليزية: K. T. Stevens)‏ هي ممثلة أمريكية، ولدت في 20 يوليو 1919 بهوليوود في الولايات المتحدة، وتوفيت في 13 يونيو 1994 في الولايات المتحدة بسبب سرطان الرئة.

## أعمال

### أفلام
- (1940) كيتي فويل
- (1950) بورت أوف نيويورك

## وصلات خارجية
- كي. تي. ستيفنز على موقع IMDb (الإنجليزية)
- كي. تي. ستيفنز على موقع ألو سيني (الفرنسية)
- كي. تي. ستيفنز على موقع أول موفي (الإنجليزية)
- كي. تي. ستيفنز على موقع قاعدة بيانات برودواي على الإنترنت (الإنجليزية)
- كي. تي. ستيفنز على موقع قاعدة بيانات الأفلام السويدية (السويدية)
- كي. تي. ستيفنز على موقع قاعدة بيانات الفيلم (الإنجليزية)
- كي. تي. ستيفنز على موقع كينوبويسك (الروسية)